# Andrij Denyskin
Andrij Walerijowytsch Denyskin (ukrainisch Андрій Валерійович Денискін; * 14. Juli 1998 in Kiew) ist ein ukrainischer Eishockeyspieler, der seit 2022 bei Unia Oświęcim in der Polska Hokej Liga spielt.

## Karriere

### Club
Andrij Denyskin begann seine Karriere als Eishockeyspieler in der Coeur d’Alene Hockey Academy in den Vereinigten Staaten. 2015 kehrte er für ein Jahr in seine Heimat zurück und spielte beim HK Bilyj Bars Bila Zerkwa, wo er sowohl in der ukrainischen Eishockeyliga als auch in der U20 eingesetzt wurde. Mit letzterer wurde er 2016 ukrainischer Juniorenmeister und trug dazu als Topscorer und Torschützenkönig maßgeblich bei. Nach diesem Erfolg zog es ihn erneut in die Vereinigten Staaten, wo er ein Jahr in der United States Premier Hockey League und ein halbes Jahr der North American Hockey League verbrachte. Im Januar 2018 wechselte er zum HK Donbass Donezk. 2018 und 2019 wurde er mit den Ostukrainern Ukrainischer Meister. Nach diesen Erfolgen ging er zu Steaua Bukarest und wurde 2020 Torschützenkönig der rumänischen Eishockeyliga. Aber noch vor den Playoffs kehrte er in die Ukraine zurück und wurde mit dem HK Krementschuk ukrainischer Meister und zudem zum wertvollsten Spieler des Landes gewählt. 2021 wurde er zum besten Stürmer und in das First All-Star Team der Liga gewählt. 2022 wechselte er zu Unia Oświęcim in die Polska Hokej Liga.

### International
Im Nachwuchsbereich spielte Denyskin für die Ukraine bei den U18-Weltmeisterschaften 2015 und 2016, als er zweitbester Scorer nach seinem Landsmann Wadym Masur wurde, in der Division I. Mit der U20-Auswahl nahm er an den U20-Weltmeisterschaften 2017 und 2018 ebenfalls in der Division I teil.
Für die Herren-Nationalmannschaft nahm Denyskin erstmals an der Weltmeisterschaft der Division I 2023 teil. Zuvor spielte er beim Beat Covid-19 Ice Hockey Tournament, das im Mai 2021 im slowenischen Ljubljana ausgetragen wurde.

## Erfolge und Auszeichnungen
- 2016 Ukrainischer U20-Meister mit dem HK Bilyj Bars Bila Zerkwa
- 2016 Topscorer und Torschützenkönig der ukrainischen U20-Liga
- 2016 Topscorer, bester Vorbereiter und beste Plus/Minus-Bilanz bei der U18-Weltmeisterschaft der Division I, Gruppe B
- 2018 Ukrainischer Meister mit dem HK Donbass Donezk
- 2019 Ukrainischer Meister mit dem HK Donbass Donezk
- 2020 Torschützenkönig der rumänischen Eishockeyliga
- 2020 Ukrainischer Meister mit dem HK Krementschuk
- 2020 Wertvollster Spieler der Ukraine
- 2021 Bester Stürmer und First All-Star Team der ukrainischen Eishockeyliga